# تود هوارد
تود هوارد (بالإنجليزية: Todd Howard)‏ (مواليد 1971 -) هو منتج ومصمم ومخرج ألعاب فيديو أمريكي يعمل حاليا في شركة بيثيسدا غيم ستوديوز كمخرج ومنتج تنفيذي، قاد عملية صنع لعبة فول أوت 3. اعتبرته مجلة جيم برو ضمن أفضل 20 شخصية مؤثرة في الألعاب على مدى السنوات العشرين الماضية،  كما اعتبره موقع آي جي إن أحد أفضل صانعي الألعاب على الإطلاق.

## الأعمال
- فول أوت 3
- ذا إلدر سكرولز: سكايريم
- ذا إلدر سكرولز: اوبليفيان
- فول أوت 4
- ستارفيلد

## روابط خارجية
- تود هوارد على موقع IMDb (الإنجليزية)
- تود هوارد على موقع ميوزك برينز (الإنجليزية)
- تود هوارد على موقع قاعدة بيانات الفيلم (الإنجليزية)